# 考成法
考成法，为明朝萬曆元年（1573年）11月，張居正上疏請行在內政方面提出的為政方針：“尊主權，課吏職，行賞罰，一號令。”裁撤政府機構中的冗官冗員，整頓郵傳和銓政。

## 背景
明代早期已有對官吏政績進行考核的制度。依據明制，京官每六年京察一次，地方官每三年一次大計（均指考察）。纠举六科给事中的权力是在司礼监，屬於皇權直接管轄。明初，考核制度执行认真，但是到中叶以后，考绩不仅流于形式，而且弊端丛生，“朝廷甄别之典，为人臣交市之资”。張居正深刻認識到不僅要對各級官吏進行定期考察，並且對其所辦各事均規定期限辦妥，執行考成法重要特點即所謂「立限考事」、「以事責人」。
考成法的重點有二：首先，六部和都察院把所屬官員應辦的事情定立期限，並分別登記在三本賬簿上，一本由六部和都察院留作底冊，另一本送六科，最後一本呈內閣。
第二點，六部和都察院按賬簿登記，逐月進行檢查對所屬官員承辦的事情，每完成一件須登出一件，反之必須如實申報，否則以違罪處罰；六科亦可根據賬簿登記，要求六部每半年上報一次執行情況，違者限事例進行議處；最後內閣同樣亦依賬簿登記，對六科的稽查工作進行查實。
萬曆三年（1575年），查出各省撫按官名下未完成事件共計237件，撫按諸臣54人。鳳陽巡撫王宗沐、巡按張更化，廣東巡按張守約，浙江巡按肖廩，以未完成事件數量太多而罰停俸三月。
萬曆四年（1576年），朝廷規定，地方官征賦不足九成者一律處罰。十二月，據戶科給事中奏報，山東有17名，河南2名的官員，因地方官征賦不足九成受到降級處分，而山東2名，河南9名官員受革職處分。

## 成效
張居正立限考成的三本帳，嚴格控制著從中央到地方的各級官吏。每逢考核地方官的「大計」之年便強調要將秉公辦事、實心爲民的官員列爲上考；專靠花言巧語、牟取信行的官員列爲下考，對於那些缺乏辦事效率的冗官，盡行裁撤。据统计，仅万历八年至九年一年时间内，就裁官595员。
同時，張居正又廣泛增添人才，提拔擁護改革、政績卓越的官員，委以重任，因爲有考成法在，「立限考成，一目了然」。徹底打破了論資排輩的傳統偏見，不拘出身和資歷，大膽任用人才。

## 結論
考成法以六部官员纠举各地抚、按，由六科给事中纠举六部，再由内阁纠举六科。考成法以問責式架構，層層查檢，內閣總括其成，成就張居正的改革吏制統治體系。考成法实施之初，就有官员弹劾张居正，说他的考成法“执事太严”、“时政苛猛”。甚至有不少弊端，“有司慣於降罰，遂不分緩急，一概嚴刑並追”，使得民怨四起。在張居正死後，申時行上任內閣首輔後，廢除考成法，一切為簡易。考成法名存实亡。